# Anti World Tour

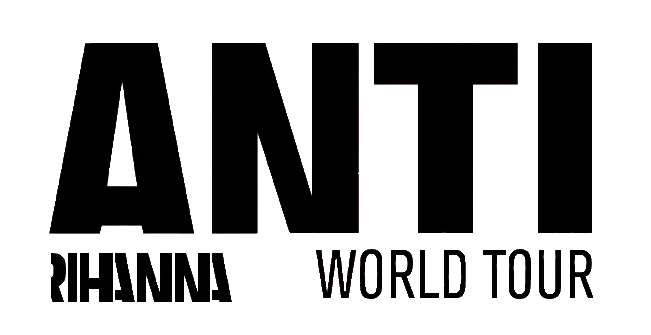
Rihanna Anti World Tour logo

Anti World Tour is de in 2016 gehouden tour van de Barbadiaanse zangeres Rihanna. De tour begon op 12 maart 2016 en liep tot 21 augustus 2016 en telde 41 concerten in Noord-Amerika en 31 concerten in Europa. De concertreeks, de zevende tour van Rihanna, werd gehouden naar aanleiding van Rihanna's achtste studioalbum Anti.
Het Europese deel van de Anti World Tour startte op 17 juni 2016 met een concert in de Amsterdam ArenA. Het Europese deel had als special guest Big Sean. Op 18 augustus volgde een passage op Pukkelpop in Hasselt waarna de tour werd afgerond op 20 en 21 augustus met twee optredens in het Verenigd Koninkrijk.

## Set list
Dit is de set list van het concert in Berlijn. Deze is niet representatief voor alle shows van de tournee.
1. Stay
2. Love the Way You Lie
3. Woo
4. Sex With Me
5. Birthday Cake
6. Pour It Up
7. Numb
8. Bitch Better Have My Money
9. Consideration
10. Live Your Life / Run This Town / All of the Lights
11. Umbrella
12. Desperado
13. Man Down
14. Rude Boy
15. Work
16. Take Care
17. We Found Love
18. Where Have You Been
19. Needed Me
20. Same Ol' Mistakes
21. Diamonds
22. FourFiveSeconds
23. Love on the Brain
24. Kiss It Better

## Shows
| Datum            | Stad              | Lnad                         | Plaats                      | Opening acts                       | Opkomst         | Opbrengst     |
| Noord-Amerika    | Noord-Amerika     | Noord-Amerika                | Noord-Amerika               | Noord-Amerika                      | Noord-Amerika   | Noord-Amerika |
| ---------------- | ----------------- | ---------------------------- | --------------------------- | ---------------------------------- | --------------- | ------------- |
| 12 maart 2016    | Jacksonville      | Verenigde Staten             | Jacksonville Arena          | Travis Scott                       | 9,916 / 11,253  | $780,516      |
| 13 maart 2016    | Tampa             | Verenigde Staten             | Amalie Arena                | Travis Scott                       | 10,079 / 12,905 | $773,994      |
| 15 maart 2016    | Miami             | Verenigde Staten             | American Airlines Arena     | Travis Scott                       | 11,792 / 12,301 | $1,196,069    |
| 18 maart 2016    | Nashville         | Verenigde Staten             | Bridgestone Arena           | Travis Scott                       | 14,254 / 15,287 | $990,047      |
| 19 maart 2016    | Cincinnati        | Verenigde Staten             | U.S. Bank Arena             | Travis Scott                       | 10,773 / 11,089 | $890,872      |
| 20 maart 2016    | Charlotte         | Verenigde Staten             | Time Warner Cable Arena     | Travis Scott                       | 12,411 / 14,174 | $848,212      |
| 22 maart 2016    | Washington, D.C.  | Verenigde Staten             | Verizon Center              | Travis Scott                       | 12,713 / 13,287 | $1,239,808    |
| 23 maart 2016    | Buffalo           | Verenigde Staten             | First Niagara Center        | Travis Scott                       | 10,388 / 13,215 | $783,393      |
| 24 maart 2016    | Auburn Hills      | Verenigde Staten             | The Palace of Auburn Hills  | Travis Scott                       | 10,748 / 12,482 | $944,183      |
| 26 maart 2016    | Hartford          | Verenigde Staten             | XL Center                   | Travis Scott                       | 9,962 / 11,104  | $753,354      |
| 27 maart 2016    | Brooklyn          | Verenigde Staten             | Barclays Center             | Travis Scott                       | 26,100 / 28,010 | $2,906,512    |
| 30 maart 2016    | Brooklyn          | Verenigde Staten             | Barclays Center             | Travis Scott                       | 26,100 / 28,010 | $2,906,512    |
| 2 april 2016     | Newark            | Verenigde Staten             | Prudential Center           | Travis Scott                       | 12,992 / 12,992 | $1,471,474    |
| 3 april 2016     | Philadelphia      | Verenigde Staten             | Wells Fargo Center          | Travis Scott                       | 12,394 / 13.361 | $1,152,596    |
| 5 april 2016     | Québec            | Canada                       | Videotron Centre            | Travis Scott                       |                 |               |
| 6 april 2016     | Montreal          | Canada                       | Bell Centre                 | Travis Scott                       | 20,737 / 22,296 | $1,432,620    |
| 7 april 2016     | Montreal          | Canada                       | Bell Centre                 | Travis Scott                       | 20,737 / 22,296 | $1,432,620    |
| 9 april 2016     | Baltimore         | Verenigde Staten             | Royal Farms Arena           | Travis Scott                       | —               | —             |
| 10 april 2016    | Boston            | Verenigde Staten             | TD Garden                   | Travis Scott                       | —               | —             |
| 13 april 2016    | Toronto           | Canada                       | Air Canada Centre           | Travis Scott                       | —               | —             |
| 14 april 2016    | Toronto           | Canada                       | Air Canada Centre           | Travis Scott                       | —               | —             |
| 15 april 2016    | Chicago           | Verenigde Staten             | United Center               | Travis Scott                       | —               | —             |
| 18 april 2016    | Winnipeg          | Canada                       | Bell MTS Place              | Travis Scott                       | —               | —             |
| 20 april 2016    | Edmonton          | Canada                       | Northlands Coliseum         | Travis Scott                       | —               | —             |
| 21 april 2016    | Calgary           | Canada                       | Scotiabank Saddledome       | Travis Scott                       | —               | —             |
| 23 april 2016    | Vancouver         | Canada                       | Rogers Arena                | Travis Scott                       | —               | —             |
| 24 april 2016    | Seattle           | Verenigde Staten             | KeyArena                    | Travis Scott                       | —               | —             |
| 27 april 2016    | Salt Lake City    | Verenigde Staten             | Vivint Smart Home Arena     | Travis Scott                       | —               | —             |
| 29 april 2016    | Las Vegas         | Verenigde Staten             | Mandalay Bay Events Center  | Travis Scott                       | —               | —             |
| 30 april 2016    | Las Vegas         | Verenigde Staten             | Mandalay Bay Events Center  | Travis Scott                       | —               | —             |
| 1 mei 2016       | Phoenix           | Verenigde Staten             | Talking Stick Resort Arena  | Travis Scott                       | —               | —             |
| 3 mei 2016       | Inglewood         | Verenigde Staten             | The Forum                   | Travis Scott                       | 25,111 / 25,111 | $2,488,465    |
| 4 mei 2016       | Inglewood         | Verenigde Staten             | The Forum                   | Travis Scott                       | 25,111 / 25,111 | $2,488,465    |
| 6 mei 2016       | San Jose          | Verenigde Staten             | SAP Center                  | Travis Scott                       | —               | —             |
| 7 mei 2016       | Oakland           | Verenigde Staten             | Oracle Arena                | Travis Scott                       | 10,409 / 11,440 | $1,063,414    |
| 9 mei 2016       | San Diego         | Verenigde Staten             | Viejas Arena                | Travis Scott                       |                 |               |
| 13 mei 2016      | Dallas            | Verenigde Staten             | American Airlines Center    | Travis Scott                       | 13,257 / 13,257 | $1,134,952    |
| 14 mei 2016      | Austin            | Verenigde Staten             | Frank Erwin Center          | Travis Scott                       | 10,422 / 10,422 | $917,707      |
| 15 mei 2016      | Houston           | Verenigde Staten             | Toyota Center               | Travis Scott                       | 10,427 / 11,105 | $1,136,742    |
| 17 mei 2016      | New Orleans       | Verenigde Staten             | Smoothie King Center        | Travis Scott                       |                 |               |
| May 18, 2016     | Atlanta           | Verenigde Staten             | Philips Arena               | Travis Scott                       | 14,397 / 14,397 | $1,249,535    |
| Europa           |                   |                              |                             |                                    |                 |               |
| 17 juni 2016     | Amsterdam         | Nederland                    | Amsterdam Arena             | Big Sean DJ Mustard                | —               | —             |
| 21 juni 2016     | Dublin            | Ierland                      | Aviva Stadium               | Big Sean DJ Mustard                | —               | —             |
| 24 juni 2016     | London            | Verenigd Koninkrijk          | Wembley Stadium             | Big Sean DJ Mustard                | —               | —             |
| 25 juni 2016     | Coventry          | Verenigd Koninkrijk          | Ricoh Arena                 | Big Sean DJ Mustard                | —               | —             |
| 27 juni 2016     | Glasgow           | Verenigd Koninkrijk          | Hampden Park                | —                                  | —               | —             |
| 29 juni 2016     | Manchester        | England                      | Old Trafford Cricket Ground | —                                  | —               | —             |
| 2 juli 2016      | Oslo              | Noorwegen                    | Telenor Arena               | —                                  | —               | —             |
| 4 juli 2016      | Stockholm         | Zweden                       | Tele2 Arena                 | —                                  | —               | —             |
| 7 juli 2016      | Kopenhagen        | Denemarken                   | Refshale Island             | —                                  | —               | —             |
| 9 juli 2016      | Hamburg           | Duitsland                    | Volksparkstadion            | Big Sean DJ Mustard Bibi Bourelly  | —               | —             |
| 11 juli 2016     | Turijn            | Italië                       | Pala Alpitour               | —                                  | —               | —             |
| 13 juli 2016     | Milaan            | Italië                       | San Siro                    | —                                  | —               | —             |
| 17 juli 2016     | Frankfurt am Main | Duitsland                    | Commerzbank-Arena           | —                                  | —               | —             |
| 19 juli 2016     | Lyon              | Frankrijk                    | Stade des Lumières          | Big Sean DJ Mustard                | —               | —             |
| 21 juli 2016     | Barcelona         | Spanje                       | Palau Sant Jordi            | Big Sean DJ Mustard                | —               | —             |
| 23 juli 2016     | Rijsel            | Frankrijk                    | Stade Pierre-Mauroy         | Big Sean DJ Mustard                | —               | —             |
| 26 juli 2016     | Praag             | Tsjechië                     | O2 Arena                    | Big Sean DJ Mustard                | —               | —             |
| 28 juli 2016     | Keulen            | Duitsland                    | RheinEnergieStadion         | Big Sean DJ Mustard Bibi Bourelly  | —               | —             |
| 30 juli 2016     | Parijs            | Frankrijk                    | Stade de France             | Big Sean DJ Mustard                | —               | —             |
| 2 augustus 2016  | Malmö             | Zweden                       | Malmö Arena                 | Big Sean DJ Mustard                | —               | —             |
| 3 augustus 2016  | Skanderborg       | Denemarken                   | Smukkeste Festival Grounds  | —                                  | —               | —             |
| 5 augustus 2016  | Warschau          | Polen                        | PGE Narodowy                | Big Sean Mo Beatz                  | —               | —             |
| 7 augustus 2016  | München           | Duitsland                    | Olympiastadion              | Big Sean Alan Walker Bibi Bourelly | —               | —             |
| 9 augustus 2016  | Wenen             | Oostenrijk                   | Wiener Stadthalle           | Big Sean R3hab                     | —               | —             |
| 11 augustus 2016 | Boedapest         | Hongarije                    | Sziget Festival             |                                    | —               | —             |
| 12 augustus 2016 | Zürich            | Zwitserland                  | Letzigrund                  | Big Sean DJ Mustard                | —               | —             |
| 14 april 2016    | Boekarest         | Roemenië                     | Piața Constituției          | Delia                              | —               | —             |
| 16 augustus 2016 | Berlijn           | Duitsland                    | Mercedes-Benz Arena         | Big Sean R3hab Bibi Bourelly       | —               | —             |
| 18 augustus 2016 | Hasselt           | België                       | Pukkelpop                   | —                                  | —               | —             |
| 20 augustus 2016 | Staffordshire     | Verenigd Koninkrijk          | Weston Park                 | —                                  | —               | —             |
| 21 augustus 2016 | Chelmsford        | Verenigd Koninkrijk          | Hylands Park                | —                                  | —               | —             |
| Azië             |                   |                              |                             |                                    |                 |               |
| 27 november 2016 | Abu Dhabi         | Verenigde Arabische Emiraten | du Arena                    | —                                  | —               | —             |
| Totaal           | Totaal            | Totaal                       | Totaal                      | Totaal                             | —               | —             |